# Bulgarien (byzantinisches Thema)

Die Thema Boulgaria des Byzantinischen Reiches zum Zeitpunkt des Todes von Basileios II. im Jahr 1025

Das byzantinische Thema Bulgarien (griechisch Θέμα Βουλγαρίας Théma Boulgarias) war ein militärisch-administrativer Distrikt, der um 1018 im Zentrum der Balkanhalbinsel gebildet worden war. Hauptort war Skopje (heute Hauptstadt der Republik Nordmazedonien). Der Name des militärisch-administrativen Distrikts leitete sich aus dem unter dem byzantinischen Kaiser Basileios II. Bulgaroktónos (Bulgarentöter) eroberten Ersten Bulgarischen Reich während der Herrschaft der Komitopuli ab. Die bulgarischen Soldaten und Aristokraten, welche die Byzantinisch-Bulgarischen Kriege überlebten, wurden nach Kleinasien umgesiedelt und mit der Eroberung Armeniens beauftragt.
Weiter reorganisierte Basileios II. die bulgarisch-orthodoxe Kirche, indem er das Patriarchat von Preslaw, bzw. Ohrid in das Erzbistum Ohrid umwandelte und nominell nur dem byzantinischen Kaiser unterstellte. Die Grenzen des Erzbistums waren identisch mit den Grenzen der Themata. Weitere wichtigere Städte in dem Thema neben Ohrid und Skopje waren Serdica, Welbaschd und Bdin. Das Thema überdauerte fast 150 Jahre, bis es durch den Aufstand der bulgarischen Fürsten Iwan Assen I. und Peter IV. aufgelöst wurde und das Zweite Bulgarische Reich entstand.